# 鬼鹿
鬼鹿据说是生存于美国加州北部埃迪山（Mount Eddy）峡谷间的神秘生物。根据当地传说，当枪口对准它射击，射出的子弹不会打着它；它也会毫无行踪地出现、消失。当人试着去追踪它的脚印，会发现它的踪迹在某一处无故停止了。

## 特征
根据当地传说，鬼鹿与哈福特金融服务集团公司LOGO上的马鹿有几分相似。它的鹿角的分枝一头有12枝，另一头有10枝。大多数人相信鬼鹿个体有240至250磅重。